# Grand Prix d'Ouverture La Marseillaise 2013
Il Grand Prix d'Ouverture La Marseillaise 2013, trentaquattresima edizione della corsa, valevole come evento dell'UCI Europe Tour 2013 e come prima prova della Coppa di Francia categoria 1.1, si svolse il 27 gennaio 2013 su un percorso di 148,1 km, con partenza e arrivo a Marsiglia, in Francia. La vittoria fu appannaggio del francese Justin Jules, che completò il percorso in 3h40'05", alla media di 40,376 km/h, precedendo i connazionali Samuel Dumoulin e Thomas Damuseau.
Sul traguardo di Marsiglia 102 ciclisti, su 142 partiti dalla medesima località, portarono a termine la competizione.

## Squadre e corridori partecipanti
| N.    | Cod. | Squadra                     |
| ----- | ---- | --------------------------- |
| 1-8   | ALM  | AG2R La Mondiale            |
| 11-18 | FDJ  | FDJ                         |
| 21-28 | COF  | Cofidis, Solutions Crédits  |
| 31-38 | EUC  | Team Europcar               |
| 41-48 | BIG  | BigMat-Auber 93             |
| 51-58 | CRE  | Crelan-Euphony              |
| 61-68 | VCD  | Vacansoleil-DCM             |
| 71-78 | EUS  | Euskaltel-Euskadi           |
| 81-88 | TSV  | Topsport Vlaanderen-Baloise |

| N.      | Cod. | Squadra                      |
| ------- | ---- | ---------------------------- |
| 91-98   | BSE  | Bretagne-Séché Environnement |
| 101-108 | LTB  | Lotto-Belisol Team           |
| 111-118 | SOJ  | Sojasun                      |
| 121-128 | AJW  | Accent.jobs-Wanty            |
| 131-138 | RLM  | Roubaix-Lille Métropole      |
| 141-148 | LPM  | La Pomme Marseille           |
| 151-158 | SKT  | An Post-ChainReaction        |
| 161-168 | ARG  | Team Argos-Shimano           |
| 171-178 | IAM  | IAM Cycling                  |

## Ordine d'arrivo (Top 10)
| Pos. | Corridore         | Squadra      | Tempo    |
| ---- | ----------------- | ------------ | -------- |
| 1    | Justin Jules      | La Pomme     | 3h40'05" |
| 2    | Samuel Dumoulin   | AG2R         | s.t.     |
| 3    | Thomas Damuseau   | Argos        | s.t.     |
| 4    | Anthony Roux      | FDJ          | s.t.     |
| 5    | Sander Armée      | Topsport Vl. | s.t.     |
| 6    | Maxime Bouet      | AG2R         | s.t.     |
| 7    | Maxime Vantomme   | Crelan       | s.t.     |
| 8    | Warren Barguil    | Argos        | s.t.     |
| 9    | Björn Leukemans   | Vacansoleil  | s.t.     |
| 10   | Pi. Vanspeybrouck | Topsport     | s.t.     |